# A.S.D.C. Magenta
Associazione Sportiva Dilettantistica Calcio Magenta là một câu lạc bộ bóng đá Ý nằm ở Magenta, Lombardy. Màu sắc của đội là xanh và vàng.
Câu lạc bộ được thành lập vào năm 1945 và trải qua mùa giải 1947-48 tại Serie B.